# Bröbberow
Bröbberow település Németországban, Mecklenburg-Elő-Pomeránia tartományban. Lakosainak száma 689 fő (2023. december 31.).

## Népesség
A település népességének változása:
| Lakosok száma | 569  | 623  | 690  | 684  | 689  |
|               | 2017 | 2019 | 2021 | 2022 | 2023 |